# 光田康典
光田康典（1972年1月21日—），為日本音乐家、作曲家及音乐制作人，以为电视游戏作曲而闻名。

## 传记

### 早年生活
光田康典出生于日本山口县德山市。上小学前，光田一家搬往同县的熊毛郡熊毛町。光田康典的童年就在那里度过。
幼年时代的光田几乎未曾接受过音乐方面的正规教育。在小学就读的六年中，受到姐姐的影响，光田学会了弹钢琴。但是，由于不喜欢反复练习，并未取得多少进步。每次去钢琴教师家的练琴的时候，他一般都是在键盘上胡乱摆弄。“我不知道这是否能算真正意义上的训练。”
大约在高三时，光田康典首次在音乐领域崭露头角。正在就读高中的他被电影《铁道员》、《银翼杀手》中的背景音乐以及亨利·曼西尼的作品所吸引，并且极大地鼓舞了他的热情。他希望有朝一日成为一名出色的作曲家，创作出像它们一样出色的电影音乐。
高中毕业之后，他只身搬往东京，从此展开了自己的职业生涯。为了弥补乐理知识的缺乏，他进入了东京某所音乐短期大学进行学习，进修的专业是谱曲和编曲。在短大进修的两年，他日以继夜的工作和学习，比以往任何时候都要努力。短大的教师中绝大部分是兼职工，他们有各自的音乐事业。因此，光田会经常跟着这些老师到处巡演，一边还得带着他们的乐器和沉重的器材，不过与此同时，他通过仔细地观察老师的工作学到了许多有价值的东西。但是，也常常遭到老师的嘲讽。
在短大进修的第二年，光田在一家大牌游戏软件公司的音乐部的一名老师手下实习。某天，这位老师突然问他有关求职的打算。老师向他推荐了史克威尔（SQUARE）公司的游戏音乐设计师职位。起初，光田并不打算写游戏音乐，但是他还是决定试一下，于是他递交了个人简历和三首演示曲目，以及一封老师特别推荐信。收到答复后，光田又写了三首曲子寄了过去，并随后被要求参加面试。

### 史克威尔时期
在一次由植松伸夫先生主持的面试之后，1992年春天，他成为了史克威尔的正式职员。光田康典开始以游戏音乐设计师的身份展开了漫长的职业旅程。事实上，尽管身为公司的作曲者，他却从来没有过写曲的机会。当时，光田康典被分配在音响部门工作。他第一次任务的合作搭档是《半熟英雄》的特邀谱曲人三衫先生。作为他的助手，光田主要负责音效设计。刚刚接触这项工作的他发自内心地高兴，可是不久，他马上意识到，自己从一开始就注定只能成为一名音频工程师。这种情况周而复始地发生，终于有一天，他崩溃了。出人意料的是，他居然直接向史克威尔副总裁坂口博信本人抱怨說“我再也不能忍受在这种地方工作下去了。不给我谱曲机会的话，我就辞职。”，坂口回应說“既然你这么想谱曲，那就负责公司下一部大作的谱曲部分，以此证明自己的实力吧。”从此，光田的职业生涯又翻开了崭新的一页。
这部大作就是史克威尔在1995年3月所推出的《时空之轮》。光田淋漓尽致的发挥了他被压抑多年的音乐特长，而这次成功的表现也使新出道的光田成名。接下来，在1996年2月所推出的游戏《枪之危机》中，光田康典第一次有机会与植松伸夫合作。随后，在加藤正人的第一部监督作品《Radical Dreamers》中，光田不仅负责谱曲，同时身兼音乐监督一职，监督和音乐有关的一切事务。接着，他在《Tobal No.1》中又担任总音乐制作人，负责整合不同谱曲人写的曲子并将其编入统一的主题。
1998年2月，光田个人作品的《异度装甲》发售，在《异度装甲》中，光田用他最擅长的凯尔特（Celtic）曲风演绎了异度系列最终章史诗般的故事，受到玩家一致好评，光田也达到了他事业的巅峰。

### 自由音樂家時期
1998年7月，光田离开了史克威尔公司，成为一名自由音乐人，但他与史克威尔公司的关系仍然十分紧密，并继续为《时空之轮》的续作《穿越时空》谱曲。现在，光田同样开始谱写游戏之外的音乐，作品有他的个人专辑《Sailing to the World》。

## 音乐风格
光田的音乐风格很难严格地归类，他可以根据需要写出很多不同种类的乐曲。但是，光田康典的音乐经常显露出凯尔特文化的影响，这一点突出地体现在《穿越时空》和《异度装甲》这两部作品上。同样地，光田康典也经常强调流行电影对他作品的重要影响。

## 作品年表

### 在史克威爾公司的作品
- SFC
  - 1992 半熟英雄（音响工程，音效）
  - 1992 最终幻想V（音效）
  - 1993 圣剑传说2（音效）
  - 1993 浪漫沙加2（音响工程，音效）
  - 1995 时空之轮（作曲，编曲）
  - 1995 Radical Dreamers（作曲，编曲）
  - 1996 枪之危机（作曲，编曲）
- PlayStation
  - 1996 TOBAL No.1（制作，作曲，编曲）
  - 1998 异度装甲（作曲，编曲）
- CD
  - 1995 时空之轮 原声碟
  - 1995 时空之轮 "THE BRINK OF TIME"
  - 1996 枪之危机 原声碟
  - 1996 TOBAL No.1原声碟
  - 1998 异度装甲 原声碟
  - 1998 異域神兵 Arranged Version "CREID"
- （1998年7月自史克威尔公司离职）

### 以自由音乐人身份的作品
- 任天堂64
  - 1998 马里奥聚会（作曲，编曲）
  - 1999 炸弹人64 (2)（作曲，编曲）
- PlayStation
  - 1999 穿越时空（作曲，编曲）
  - 2000 洛克人 DASH2（广告曲、片尾曲制作，编曲）
- PlayStation 2
  - 2001 Tsugunai（作曲，编曲）
  - 2001 影之心（10首曲目作曲，编曲，混音）
  - 2001 雷盖亚 决斗传奇（10首曲目作曲，编曲）
  - 2002 异度传说 Episode I（10首曲目作曲，编曲）
  - 2004 影之心II（作曲，编曲，混音）
  - 2004 涂鸦王国2 魔王城堡之战（作曲，编曲）
- PC 游戏
  - 2002 第七封印 The Seventh Seal（作曲，编曲）
- CD
  - 1998 街头霸王 EX2 Arranged Vers. 两首曲目编曲，混音）
  - 1999 街头霸王 ZERO3 Drama Album（作曲，编曲，混音）
  - 1999 生化危机 2 Drama Album "Sherry"（作曲，编曲，混音）
  - 1999 生化危机 2 Drama Album "Ada"（作曲，编曲，混音）
  - 1999 2197 (omnibus album)（一首曲目作曲，编曲，混音）
  - 1999 TEN PLANTS (omnibus album)（一首曲目作曲，编曲，混音）
  - 1999 时空之轮 原声碟（作曲，编曲）
  - 1999 穿越时空 原声碟（作曲，编曲，混音）
  - 2000 Fumina Hara / Naite Iiyo (single)（制作，编曲）
  - 2000 Junko Kudo / Heijitsu Matinee（制作，编曲）
  - 2001 Fumina Hara / Koi wo Hajimemashou (Maxi-single)（制作，编曲）
  - 2001 Square Vocal Collection （三首曲目作曲，编曲）
  - 2001 影之心（10首曲目作曲，编曲，混音）
  - 2001 an cinniuint（作曲，编曲，混音）
  - 2002 Legaia DuelSaga 原声碟（作曲，编曲，制作，混音）
  - 2002 Kokoro / Theme from "异度传说 Episode I"（作曲，编曲，制作）
  - 2002 异度传说 原声碟（作曲，编曲，制作）
  - 2002 Sailing to the World "The Seventh Seal" 原声碟（作曲，编曲）
  - 2003 街头霸王 Tribute Album（编曲）
  - 2004 Dark Chronicle Premium Arrange（编曲）
  - 2004 影之心 II Original Soundtracks（编曲）
  - 2004 异度传说 Episode I （再版）（作曲，编曲，制作）
  - 2005 MOONLIT SHADOW （编曲）
  - 2005 kiRite （作曲，编曲，制作）
  - 2006 Rogue Galaxy Premium Arrange （作曲，编曲）
- 现场演出 
  - 1999 Kirche WINTER ORB（受邀嘉宾）
  - 2001 HOPEFUL WEEDS FESTA
- 其他 
  - 1997 Andy Irvine, Paul Brady（CD内页撰写）
  - 1997 Donal Lunny（CD内页撰写）
  - 1999 Exceed Press "Game Music"（专栏作家）
  - 2002 Keyboard Magazine "Phrase Collection - Spring 2002"（专栏作家）